# 1962 코파 델 헤네랄리시모 결승전
1962 코파 델 헤네랄리시모 결승전(스페인어: La Final de la Copa del Generalísimo de 1962)은 현재 코파 델 레이로 알려진 스페인 컵대회의 58번째 결승전이다. 이 경기는 1962년 7월 8일, 마드리드의 산티아고 베르나베우에서 열렸고, 레알 마드리드가 세비야를 2-1로 이기고 15년 만의 우승을 거두었고, 사상 첫 국내 2관왕을 달성했다.

## 상세 경기 정보
| 레알 마드리드              | 2–1               | 세비야       |
| -------------------------- | ----------------- | ------------ |
| 푸슈카시 76′ (페널티), 90′ | 리포트 (스페인어) | 디에게스 47′ |

| 레알 마드리드: |    |                          |
|                |    |                          |
| GK             | 1  | 호세 아라키스타인        |
| DF             | 2  | 마르키토스               |
| DF             | 3  | 호세 에밀리오 산타마리아 |
| DF             | 4  | 비센테 미에라            |
| MF             | 5  | 이시드로                 |
| MF             | 6  | 파친                     |
| FW             | 7  | 후스토 테하다            |
| FW             | 8  | 루이스 델 솔             |
| FW             | 9  | 알프레도 디 스테파노     |
| FW             | 10 | 푸슈카시 페렌츠          |
| FW             | 11 | 프란시스코 헨토 (주장)   |
| 감독:          |    |                          |
| 미겔 무뇨스    |    |                          |

| 세비야:           |    |                        |
|                   |    |                        |
| GK                | 1  | 살바도르 무트 (주장)   |
| DF                | 2  | 후안 마누엘 타르틸란   |
| DF                | 3  | 마르셀리노 캄파날      |
| DF                | 4  | 호세 루케              |
| MF                | 5  | 마누엘 루이스 소사     |
| MF                | 6  | 이그나시오 아추카로    |
| FW                | 7  | 엔리케 마테오스        |
| FW                | 8  | 호세 마누엘 모야       |
| FW                | 9  | 호세 루이스 아레타     |
| FW                | 10 | 호세 카를로스 디에게스 |
| FW                | 11 | 후안 바우티스타 아궤로 |
| 감독:             |    |                        |
| 안토니오 바리오스 |    |                        |